# Mitú
Mitú ist die Hauptstadt und eine Gemeinde (Municipio) vom Departamento Vaupés im östlichen Kolumbien am Übergang zum brasilianischen Amazonasbecken, etwa 25 km von der Staatsgrenze und 660 km von der Hauptstadt Bogotá entfernt. 

## Geographie
Mitú ist die Hauptstadt vom Departamento del Vaupés und liegt nahe bei dessen Mitte am Río Vaupés. Das Gemeindegebiet hat eine Fläche von etwa 16.000 km². Die Gemeinde grenzt im Norden an Papunaua, im Osten an Yavaraté sowie den Bundesstaat Amazonas in Brasilien, im Süden an Pacoa und im Westen an Caruru.

## Bevölkerung
Die Gemeinde Mitú hat 32.764 Einwohner, von denen 17.134 im städtischen Teil (cabecera municipal) der Gemeinde leben.

## Geschichte
Die Ursprünge der Gründung von Mitú liegen in der Rivalität zwischen brasilianischen und kolumbianischen Kautschukhändlern im Amazonasgebiet. Um 1903 hatte sich die Aktivität der Kolumbianer in Vaupés verstärkt. Mitú selbst wurde 1936 von Miguel Cuervo Araoz gegründet. Ab 1963 war Mitú die Hauptstadt der Comisaría del Vaupés und 1974 erhielt es den Status einer Gemeinde. Als Vaupés 1991 zu einem Departamento wurde, wurde Mitú zur Hauptstadt erklärt.
November 1998 überfielen geschätzte 1000 FARC-Kämpfer den Ort. Die kolumbianische Regierung konnte die Kontrolle über den Ort mit dem Einsatz von 120 Polizisten der Nationalpolizei und einem Bataillon der Armee mit Unterstützung der Luftwaffe zurückgewinnen. Mitú wurde teilweise zerstört. 60 Polizisten und 10 Zivilisten fanden den Tod. 

## Religion
In Mitú befindet sich der Sitz des apostolischen Vikariats Mitú.

## Infrastruktur
Mitú verfügt über einen Flughafen, den Aeropuerto Fabio Alberto León Bentley (IATA-Code: MVP).